# Vườn quốc gia Roztocze
Vườn quốc gia Roztocze (tiếng Ba Lan: Roztoczański Park Narodowy) là một công viên quốc gia ở Lublin Voivodeship của miền đông nam Ba Lan. Nó bảo vệ các khu vực tự nhiên có giá trị nhất của phần giữa của dãy Roztocze. Kích thước hiện tại của nó là 84.83 km2, trong đó rừng chiếm 81,02 km², và các khu vực được bảo vệ nghiêm ngặt 8.06   km². Công viên có trụ sở chính tại Zwierzyniec.

## Lịch sử
Lịch sử của khu vực này được kết nối chặt chẽ với tài sản của gia đình Zamoyski, được thành lập vào năm 1589. Trụ sở chính của khối tài sản nằm ở Zwierzyniec.
Sự khởi đầu của việc bảo vệ thiên nhiên trong khu vực có từ năm 1934, khi Khu bảo tồn Bukowa Góra được tạo ra (bây giờ nó là một khu vực được bảo vệ nghiêm ngặt). Năm 1938, lần đầu tiên ở Ba Lan, một dự luật đã được ban hành tuyên bố rằng những con chim săn mồi trên khu đất của gia đình Zamoyski đã được bảo vệ. Công viên được tạo ra từ Rừng Nhà nước của các quận Kosobudy và Zwierzyniec, đều thuộc về gia đình Zamoyski.
Khu vực của công viên và các vùng đất lân cận đã chứng kiến nhiều trận chiến trong cuộc nổi dậy tháng 1 của Ba Lan và cả hai cuộc chiến tranh thế giới. Hồi tưởng bi thảm của những thời điểm này là trong các nghĩa trang ở Zwierzyniec và các địa điểm khác.
Vườn quốc gia Roztocze được tạo ra vào năm 1974 và diện tích ban đầu là 48,01   km². Ban quản lý của công viên ở trong ngôi nhà được khôi phục của quản lý tài sản cũ của Zamoyski ở Zwierzyniec.

## Địa lý
Công viên nằm trong vùng Roztocze rodkowe đẹp như tranh vẽ ở phía trên thung lũng sông Wieprz. Những phần này tách rời Lublin Upland (tiếng Ba Lan: Wyżyna Lubelska) từ Sandomierz Dale (tiếng Ba Lan: Kotlina Sandomierska). Nước của dòng sông chính chảy qua công viên - Wieprz - thuộc loại tinh khiết thứ hai. Có hai luồng bắt nguồn từ đây: Szum (2,5 km) và Swierszcz (7.5 km).
Vườn quốc gia Roztoczański tự hào hình thành cây độc đáo. Có hơn 400 cây cổ thụ được coi là "di tích thiên nhiên" cũng như một số cây thông lớn nhất ở Ba Lan (cao tới 50 mét). Khách du lịch có thể lựa chọn sử dụng năm con đường mòn đi bộ hoặc đường dành riêng cho xe đạp.

## Động vật hoang dã
Trong số các động vật có vú sống trong công viên có hươu đỏ, hươu nai, lợn rừng, cáo đỏ, sói xám và lửng châu Âu. Năm 1979 hải ly châu Âu được đưa trở lại và bây giờ là lãnh địa của động vật có vú phát triển mạnh ở thung lũng Wieprz. Năm 1982 ngựa Konik Ba Lan đã được đưa đến đây.
Đã có khoảng 190 loài chim, bao gồm đại bàng, cò và chim gõ kiến. Loài bò sát được đại diện bởi thằn lằn, rắn vipe phổ biến ở châu Âu và rắn cỏ cũng như rùa nước ngọt châu Âu đang bị đe dọa. Hệ côn trùng rất thú vị, với hơn 2000 loài.

## Thư viện ảnh
- ở công viên quốc gia Roztocze
- Ngựa Konik Ba Lan, a.k.a. "koniki"
- Trung tâm chỉ huy của công viên quốc gia Roztocze , Zwierzyniec
- Cô gái hướng đạo sinh trước một Catholic nhà thờ ở Łosiniec